# 梆子腔

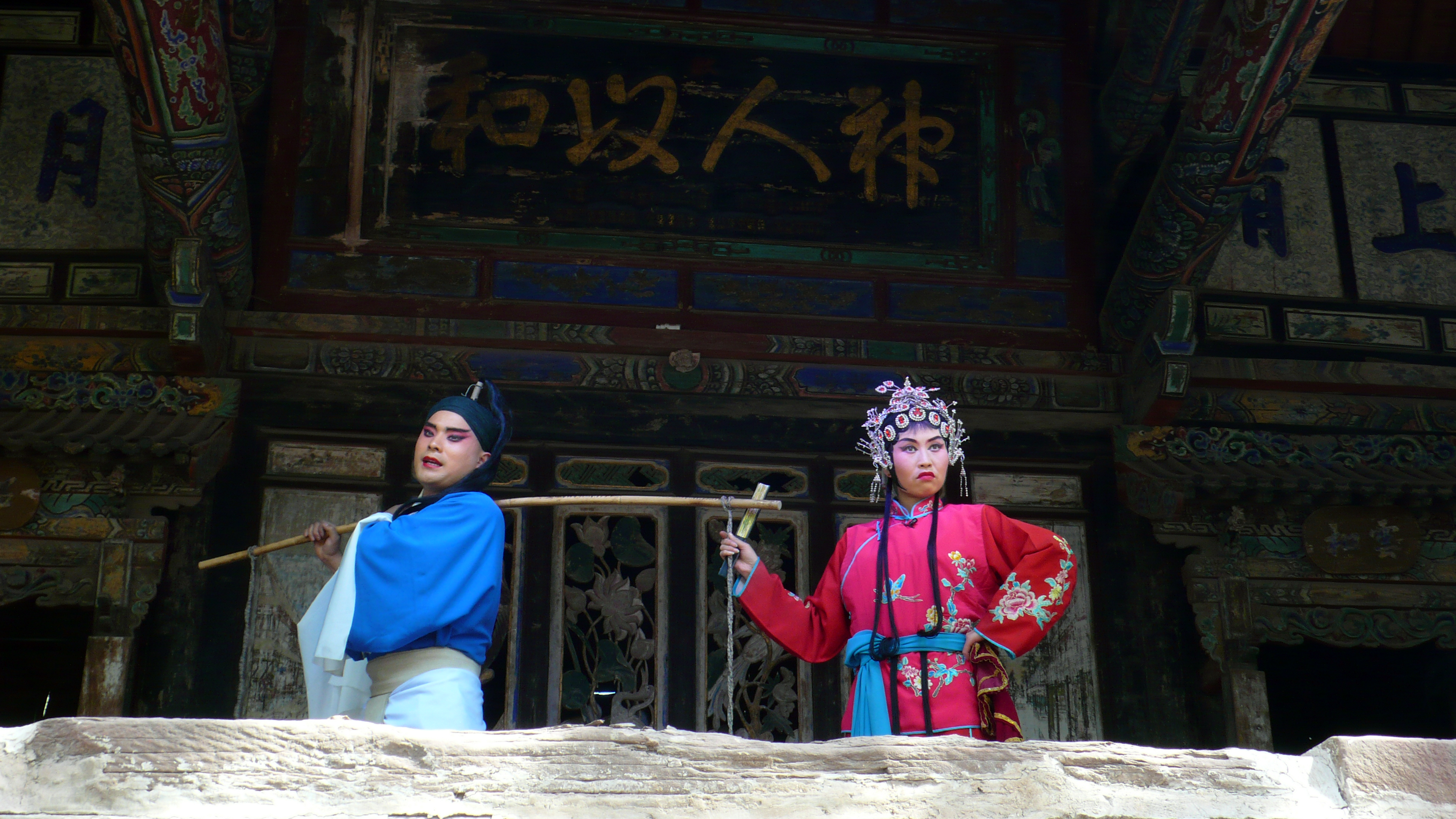
蒲州梆子《卖水》

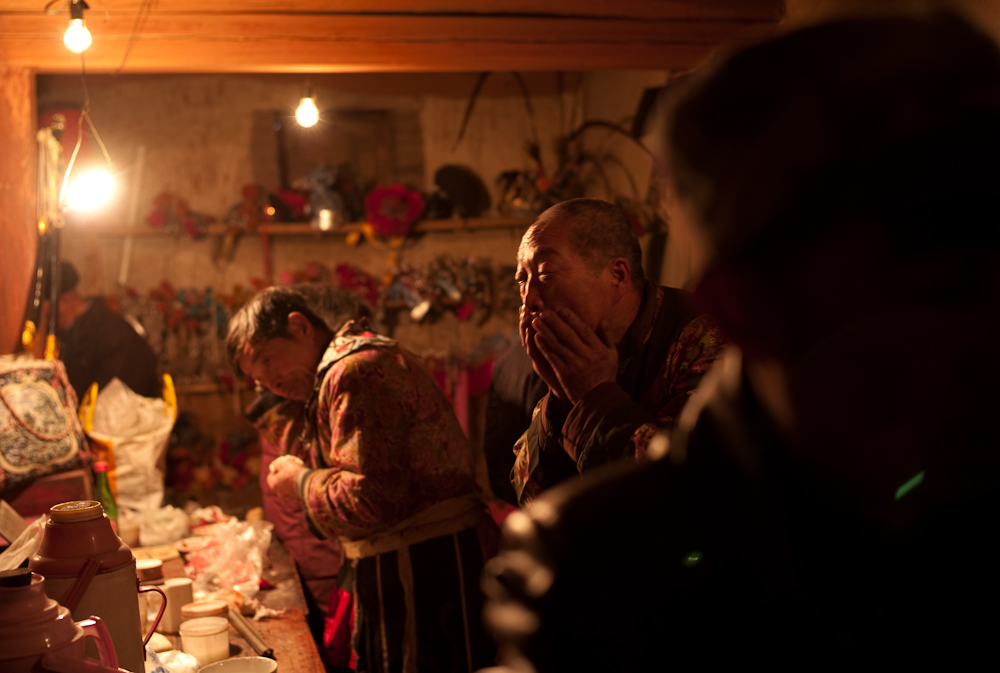
河北梆子后台

梆子腔是中国汉族传统戏曲中传播最广的声腔系统之一。又称桄桄，在一些地方也称乱弹。以硬木梆子击节为特色。使用梆子腔为唯一或主要声腔的剧种有：秦腔（陕西梆子）、同州梆子、汉调桄桄、蒲州梆子、晋剧（中路梆子）、北路梆子、上党梆子、豫剧（河南梆子）、山东梆子（曹州梆子）、章丘梆子、枣梆、莱芜梆子、河北梆子、武安平调、淮北梆子、绍剧、婺剧、瓯剧（温州乱弹）、台州乱弹、和剧、西秦戏、臺灣梆子等等。